# Calloplax janeirensis
Calloplax janeirensis is een keverslak uit de familie der Ischnochitonidae.
De soort wordt ongeveer 18 millimeter lang. Ze leven in het sublittoraal van de Florida Keys tot Brazilië.